# مهيوب (اسم)
مهيوب هو اسم علم مذكر من أصل عربي، ومعناه هو من الفعل هاب، المقدر المعظم.

## وصلات خارجية
- موسوعة السلطان قابوس لأسماء العرب